# Pavol Bencz
Pavol Bencz (Brno, 25 giugno 1936 – Dubnica nad Váhom, 18 aprile 2012) è stato un calciatore cecoslovacco, di ruolo attaccante.